# グリゴーリー・グリゴリエヴィチ・ネリュボフ
グリゴーリー・グリゴリエヴィチ・ネリュボフ（1934年3月31日 - 1966年2月18日）は、クリミア自治ソビエト社会主義共和国サキ地方ポルフィリエフカ村出身のソビエト軍パイロットで宇宙飛行士候補。ソ連の最初の宇宙飛行士候補となった20名のメンバーの1人だった。ユーリイ・ガガーリン、ゲルマン・チトフと共にボストーク1号で飛行する人類初の宇宙飛行士の候補とされながら、宇宙飛行することなく失意のうちに沿海地方クレモヴォ村でこの世を去った。

## 生涯
1934年3月31日、内務人民委員部の大尉であった父が赴任していたクリミア自治ソビエト社会主義共和国サキ地方のポルフィリエフカ村で生まれた。父の退役後、ウクライナ・ソビエト社会主義共和国ザポリージャ州ザポリージャに移り住み、市のレニンスキー地区の高校50号を卒業した。高校時代の19歳から航空機の操縦を始めた彼は、高校卒業後にロシア南部のエイスクにあった第12スターリン海軍航空学校に入学、さらにレーニン・エイスク航空学校へ進み、1957年に海軍中尉として卒業した。卒業後、ソ連海軍の黒海艦隊第49戦闘機師団の第639戦闘機連隊に配属された後、第966戦闘機連隊へ転属し、当時最新鋭のMig-19のパイロットとなった。1959年には、海軍の宇宙飛行士候補として選抜された。
1960年1月に宇宙飛行士訓練センターの設置が決定され、6月までに20名の宇宙飛行士候補が選抜され、彼もその一員となった。ネリュボフは、ボストーク宇宙船での飛行のため訓練され、ガガーリンとチトフとともに、人類初の宇宙飛行の有力候補者の一人と見なされていた。1961年4月9日、ニコライ・カマーニンからガガーリンとチトフにボストーク1号の飛行士をガガーリン、バックアップをチトフとする決定が伝えられ、ネリュボフは非公式ながら第2バックアップとされた。ガガーリンの飛行後、彼はボストーク2号、ボストーク3号、およびボストーク4号の宇宙飛行士訓練グループの一員となった。本来、ボストーク3号で3昼夜宇宙で過ごす予定であったが、その計画はキャンセルされ、ボストーク3号はボストーク4号と編隊飛行を行うこととなり、飛行士にはニコラエフとポポーヴィチが選ばれた。1962年6月、彼は健康上の理由から飛行準備グループから外れ、ボストーク3号と4号が打ち上げられた際には交信担当を務めた。
1963年4月17日、軍規違反により、宇宙飛行士チームから除隊された。同年3月27日、病気療養中の彼は、同僚のアニケーエフとフィラティエフとともに、宇宙飛行士センターから4kmほど離れたチカロフスキー駅内のレストランに出掛けて飲酒しているところを軍のパトロールに見つかり、小競り合いを起こしてしまった。軍の将校は、翌日午後2時までに謝罪をすれば不問とするつもりであったが、ネリュボフが頑として謝罪しなかったため、宇宙飛行士センターへ報告されることとなった。カマーニンの回顧録によれば、ガガーリンはフィラティエフ1人を追放することに賛成し、カマーニン自身はフィラティエフとアニケーエフを追放すべきだとと考えていたという。カマーニンは「ネリュボフは準備に優れた才能を発揮し、事件の責任は最小限で、更生の機会を与えられるべき」と考えていた。
カマーニンに宇宙飛行士チーム内で処理するよう求められたパーヴェル・ポポーヴィチは、メンバーを招集して状況を解決しようとした。ネリュボフは、パトロール長に謝罪し、仲間たちに対しても謝罪をするように再び求められたが、彼は謝罪をしなかったため、自らの将来のキャリアに終止符を打つこととなった。
宇宙飛行士チームから追放された後、ネリュボフは、極東軍管区のウラジオストクの北にあるクレモヴォに置かれたソ連空軍第224戦闘機連隊に配属された。ネリュボフは、宇宙飛行士としてのキャリアが崩れたことにひどく立腹し、またすぐに宇宙飛行士チームに戻されることを望んでいた。しかし、帰還の希望は実現しなかった。1963年の終わり頃、ポポーヴィチがネリュボフの元を訪れ、個人的にカマーニンに謝罪すれば復帰できるチャンスがあると説いた。ネリュボフはカマーニンに会うべくモスクワを訪れたが、宇宙飛行士の新規採用で多忙のカマーニンと会う機会が作れず、功を奏しなかった。このことは、最新のMig-21の操縦訓練を始めた頃から見られたネリュボフのうつ病の症状を悪化させた。彼は、テストパイロットの試験に一度は合格したが、突然採用が撤回された。彼の性格がトラブルを生むと宇宙飛行士仲間からの横槍が入ったという。
このような出来事が続き、アルコールに関する深刻な問題が始まった。友人は彼をアルコールから遠ざけようとしたが無駄だった。彼は列車に乗って遠くまで飲みに行くようになり、 空軍の宇宙飛行士身分証明書3番の識別カードや宇宙飛行士の友人のサイン入り写真を見せては飲んでいたという。1965年にはわずかな機会を得てモスクワに入り、ジューコフスキー空軍技術アカデミーにいたカマーニンと会った。彼の最後の希望は1965年の終わりに生まれた。以前に助けを求めたことのないセルゲイ・コロリョフと話すことにした。しかし1966年1月、コロリョフは他界し、助けを求める機会は永遠に失われた。
1966年2月17日深夜（2月18日）、グリゴーリー・ネリュボフは酔って帰宅する途中にイポリトフカ駅で列車に轢かれて死亡した。

## 墓所
2007年、 ロスコスモステレビスタジオは、グリゴーリー・ネリュボフに関するドキュメンタリーを撮影した。「宇宙飛行士ネリュボフのドラマ 」と題されたこの映画で、グリゴーリーの妻ジナイダは、ほぼ直接的な表現で、グリゴリーは自殺した旨を述べている。最後の日に家にも短いメモが残っており、まるで永遠の別れのようであった。  ネリュボフには2つの墓がある。主なものは、沿海州ミハイロフスキー地区 クレモヴォ村の墓地にある。しかし、彼が死んだ場所で、未亡人は骨の破片を集め、墓からネリュボフの遺物を取り、ザポリージャのカプチャヌユ墓地に彼を葬った 。クレモヴォの墓には生年月日が3月31日ではなく4月8日と誤って表示されている。ザポリージャにある墓の前には「ソ連の宇宙飛行士No.3」と書かれている。この墓には「職務で死んだ」という碑文も書かれているが、これは死の状況とは対応していない。

## 文学
- ミサイルと人々 -B. Ye。Chertok 、M： "Engineering" 、1999、 -ISBN 5-217-02942-0 ;
- 「ロケットと宇宙技術のテストは私の人生の問題です」イベントと事実-A. I.オスタシェフ 、 コロレフ 、2001  ;
- 「宇宙の海岸」-A.ボルテンコ編、 キエフ 、2014年、フェニックス出版社、 ISBN 978-966-136-169-9